# Атанасій Кальнофойський

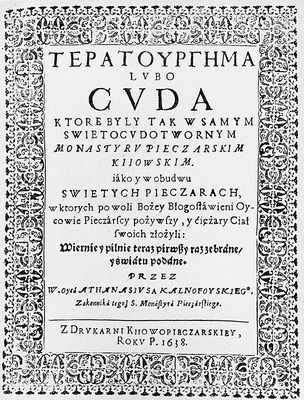
Титульна сторінка праці Атанасія Кальнофойського «Тератургіма», 1638 рік.

Атана́сій (Афана́сій) Кальнофо́йський (кінець XVI століття — після 1646) — соборний чернець Києво-Печерської лаври, український письменник XVII століття, церковний і культурний діяч. Автор книги «Тератургіма» (1638), в якій зроблено спробу пов'язати тодішнє богослов'я і подвижництво у Святих Печерах Києва з традицією старої Русі. Книга видана польською мовою.

## Життєпис
Походив з української православної шляхти, уродженець Галичини. Його батьком, очевидно, був Гаврило (Габрієль) Кальнофойський — благодійник Києво-Печерської лаври.
За однією з версій, Атанасій навчався у Києво-Братській школі, за іншою — в Західній Європі, знав польську, латину, церковнослов'янську, можливо, грецьку мови.
Завдяки зусиллям Єлисея Плетенецького, архімандрита Києво-Печерської лаври, саме у цьому монастирі Атанасій прийняв чернечий постриг і служив.
Був сподвижником Петра Могили та Сильвестра Косова, з якими чимало зробив для розбудови Лаври, підняття її ролі як центру православного життя, освіти й культури.
Написав польською мовою та видав у Києво-Печерській друкарні твір «Тератургіма» (1638) — своєрідне продовження «Патерикона» (1635) Сильвестра Косова.

## ΤΕΡΑΤΟΥΡΓΗΜΑ
Див. також Тератургіма

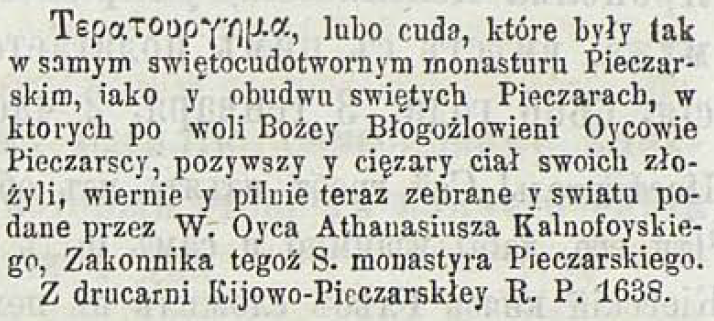
Заголовок книги Кальнофойського «Тератургіма», 1638

У цьому творі Атанасій Кальнофойський виявив себе як історик, письменник, поет, топограф. У «Тератургімі» подано опис Києво-Печерської лаври, мощей святих, які лежать у Ближніх і Дальніх печерах, з відповідним планом. Наведено унікальні надмогильні написи й епітафії, які стосуються видатних особистостей, похованих у Лаврі — князів, гетьманів, діячів православної церкви, є важливі дані з історії Києва та України.
При написанні свого твору Атанасій Кальнофойський використав «Повість временних літ», польські хроніки, Патерик Києво-Печерський тощо, а також особисті спогади, враження очевидців. Автор підкреслював зв'язок між Руссю та сучасною йому Україною, водночас до козаків ставився з пересторогою.
Сучасні науковці оцінюють «Тератургіму» як визначну пам'ятку українського літературного бароко.

### Видання
- Kalnofoysky Athanasius. ΤΕΡΑΤΟΥΡΓΗΜΑ lubo cuda… — Kijow: Z drukarni Kijowopieczarskiey, 1638. — 356 s.
- Афанасий Кальнофойский. Тератургима или чудеса. — К. : «Горлица», 2013. — 368 с.